# Прапор Буенос-Айреса
Прапор Буенос-Айреса (ісп. Bandera de la Ciudad de Buenos Aires), столиці Аргентини, офіційно затверджений 24 жовтня 1995 року. На ньому зображено орла, який був символом гербу династії Габсбургів, до якої належав імператор Карл V. Це пояснюється тим, що Буенос-Айрес вперше було засновано за часів правління останнього в Іспанії (1536), а також засновано повторно вже за правління сина імператора Філіпа II (1580).